# Johann Urbanek
Johann Urbanek (10 ottobre 1910 – 7 luglio 2000) è stato un calciatore austriaco, di ruolo centrocampista.

## Carriera
Cresciuto nel Wacker Vienna, Urbanek si trasferì per una sola stagione (1930-1931) al Nicholson, e quindi all'Admira, club al quale legò praticamente tutta la sua carriera professionistica. Qui vinse cinque campionati e due coppe nazionali, raggiungendo la convocazione in Nazionale, con la quale prese parte alla Coppa del Mondo in Italia. Il suo anno d'oro fu il 1934: vinse campionato e coppa, raggiunse la finale di Coppa Mitropa e la semifinale mondiale.
Perno della Nazionale, giocò 15 partite, tra cui quella del 6 maggio 1936 contro l'Inghilterra (2-1), la prima vittoria dell'Austria sui britannici. Fu convocato anche per una partita della Nazionale tedesca, il 15 giugno 1941 a Vienna contro la Croazia.

## Palmarès
- Campionato austriaco: 5

Admira Vienna: 1931-1932, 1933-1934, 1935-1936, 1936-1937, 1938-1939
- Coppa d'Austria: 2

Admira Vienna: 1931-1932, 1933-1934